# Eliezer di Verona
Eliezer ben Samuel di Verona (XII secolo – XIII secolo) è stato un rabbino italiano tosafista.
Visse intorno agli inizi del XIII secolo. Fu discepolo del rabbino Isacco di Dampierre il Vecchio, e nonno del medico e filosofo Hillel di Forlì. Autorizzò il secondo matrimonio di una giovane donna il cui marito si presumeva fosse morto in un naufragio; mancandone la certezza, però, Eliezer ben Joel ha-Levi si rifiutò di confermare il permesso e ne risultò una lunga controversia nella quale furono coinvolti altri rabbini. Eliezer ben Samuel è stato spesso citato a proposito di questioni bibliche e halakiche. Mordecai ben Hillel, parlando di Eliezer, nei suoi scritti lo chiama erroneamente "Eliezer di Verdun".